# Commune de plein exercice
Commune de plein exercice je u Francuskoj općina Prekomorske Francuske gdje organizacija, djelovanje i atributi su usporedivi s onima iz metropolitanske Francuske.
Pojavile su se u kolonijalno doba, stvaranjem općina Saint-Pierre i Miquelona (danas Miquelon-Langlade) u Svetom Petru i Mikelonu dekretom od 13. svibnja 1872. i onog općina Saint-Louisa i Goréea u Senegalu dekretom od 10. kolovoza 1872. godine. Dvije druge communes de plein exercice stvorene su u Senegalu: Rufisque dekretom od 12. lipnja 1880. i Dakar dekretom od 17. lipnja 1887. godine.
U Novoj Kaledoniji, Nouméa je stvorena dekretom od 8. ožujka 1879. i preko francuskih oceanijskih etablismana (današnja Francuska Polinezija), Papeete je stvorene dekretom od 20. svibnja 1890. godine. 
Pod 4. Republikom. zakon od 18. studenoga 1955. stvorio je četrdeset i četiri "commune de plein exercice": Thiès, Kaolack, Ziguinchor, Diourbel, Louga i Gorée u Senegalu ; Bamako, Kayes, Mopti i Segou u Sudanu (današnji Mali) ; Konakry (današnji Conakry), Kindia, Kankan, Mamou i N'Zérékoré (današnji Nzérékoré) u Gvineji ; Porto-Novo, Cotonou, Ouidah, Abomey i Parakou u Francuski Dahomej (današnji Benin) ; Abidjan, Bouaké i Grand-Bassam u Bjelokosnoj Obali ; Niamey u Nigeru ; Ouagadougou i Bobo-Dioulasso u Gornjoj Volti (današnja Burkina Faso) ; Brazzaville i Pointe-Noire u Srednjem Kongu (Kongo-Brazzaville) ; Fort-Lamy (današnja N'Djaména) u Čadu ; Douala, Yaoundé i N'Kongsamba (današnja Nkongsamba) u Francuskom Kamerunu ; Lomé, Anecho (današnji Aného), Atakpamé i Sokodé u Francuskom (Istočnom) Togu ; Tananarive (današnji Antananarivo), Majunga (Mahajanga), Diégo-Suarez (Antsiranana), Tamatave (Toamasina) i Fianarantsoa na Madagaskaru

## Napomene i referencije
1. ↑  Loi N° 55-1489 du 18 novembre 1955 (francuski) arhiv relative à la réorganisation municipale en Afrique occidentale française, en Afrique équatoriale française, au Togo, au Cameroun et à Madagascar, Journal officiel de la République française, 19. studenoga 1955., str. 11274-11279 (faksimil arhiv, konzultirano 8. listopada 2015.)